# 吉村作治
吉村作治（日语：吉村作治），（1943年2月1日—）。日本考古学家、埃及学家与早稻田大学名誉教授。

## 生平
1969年毕业于早稻田大学，随即开始教学与研究工作。曾作为访问学者对埃及以及其他阿拉伯国家考察多年，并参加日本放送协會等传媒的电视纪录片的节目制作工作。